# Кейзер, Геррит
Герард Питер (Геррит) Кейзер (нидерл. Gerard Pieter "Gerrit" Keizer; 18 августа 1910, Амстердам — 5 декабря 1980, там же) — нидерландский футбольный вратарь.
Начинал карьеру в резервной команде «Аякса» на позиции левого крайнего нападающего, но потом стал вратарём. В первой команде «Аякса» дебютировал в возрасте 18 лет в 1929 году. В том же году перешёл в английский клуб «Маргейт», а спустя сезон в «Арсенал», в котором стал первым легионером. Кейзер защищал ворота лондонцев в первых 13 матчах сезона, а свою последнюю игру провёл в октябре 1930 года. В дебютном сезоне выиграл с «Арсеналом» суперкубок и чемпионат Англии. В июле 1931 года перешёл в «Чарльтон Атлетик», а позже в «Куинз Парк Рейнджерс», прежде чем вернуться в «Аякс» в 1933 году.
После возвращения в «Аякс» он оставался основным голкипером клуба на протяжении 14 сезонов. В общей сумме он провёл 302 матча в чемпионате Нидерландов, четырежды выигрывал титул чемпиона страны и один раз Кубок Нидерландов. С 1955 по 1962 год занимал в клубе должность комиссара.
В составе национальной сборной Нидерландов провёл два матча в 1934 году.

## Личная жизнь
Геррит родился в августе 1910 года в Амстердаме. Отец — Корнелис Кейзер, был родом из деревни Зёйд-Схарвауде, мать — Мартье Кой, родилась в деревни Норд-Схарвауде. Родители поженились в сентябре 1909 года в Зёйд-Схарвауде — на момент женитьбы отец был продавцом овощей. В их семье воспитывалось ещё двое детей: дочь Анна Маргарета и сын Питер Корнелис.
Был женат дважды. В первый раз женился в возрасте двадцати пяти лет — его супругой стала 23-летняя Алида де Виссер ван Блумен, уроженка Амстердама. Их брак был зарегистрирован 28 ноября 1935 года в Амстердаме. В июле 1936 года у них родилась дочь Алида Корнелиа Марейке, а в ноябре 1938 года сын Герард Петер. Второй сын — Корнелис Йоханнес, родился в декабре 1941 года, а спустя год родилась вторая дочь — Пирретте Йоханна. Супруга Алида умерла в декабре 1972 года в возрасте 60 лет. В феврале 1975 года женился на 42-летней Эрне Корнелии Схилдер, уроженке Амстердама.
Умер 5 декабря 1980 года в Амстердаме в возрасте 70 лет.

## Достижения
«Арсенал»
- Чемпион Англии: 1930/31
- Обладатель Суперкубка Англии: 1930

«Аякс»
- Чемпион Нидерландов (4): 1933/34, 1936/37, 1938/39, 1946/47
- Обладатель Кубка Нидерландов: 1942/43

## Матчи за сборную
| № | Дата           | Оппонент | Д / Г | Счёт | Голы | Соревнование             |
| - | -------------- | -------- | ----- | ---- | ---- | ------------------------ |
| 1 | 29 апреля 1934 | Бельгия  | Г     | 2:4  | −2   | Кв. чемпионата мира 1934 |
| 2 | 10 мая 1934    | Франция  | Д     | 4:5  | −5   | Товарищеский матч        |

Итого: 2 матча / 7 голов; 1 победа, 1 поражение.